# 二重の危機
二重の危機（にじゅうのきき、Double Jeopardy）は、アメリカ合衆国のクライム映画。
監督はR・G・スプリングスティーン。主な出演者はロッド・キャメロン、ゲイル・ロビンス、アリソン・ヘイズ。キャロル・クラークが美術監督を務めた。

## あらすじ
弁護士マーク・ヒルは自身を脅迫していた男が殺害されてしまう。容疑者は被害者の元恋人であった。
彼女の弁護をすることになるが．．．

## キャスト
| 役名       | 俳優                       | 日本語吹替         |
| 役名       | 俳優                       | 日本テレビ版       |
| ---------- | -------------------------- | ------------------ |
| マーク     | ロッド・キャメロン         | 若山弦蔵           |
| バーバラ   | アリソン・ヘイズ           | 佐原妙子           |
| デブリー   | ジョン・ライテル           | 家弓家正           |
| サム       | ロバート・アームストロング | 愛川欽也           |
| マージ     | ゲイル・ロビンス           | 森ひろ子           |
| ジェフ     | ジャック・ケリー           | 塚本喜博           |
| 警部       |                            | 雨森雅司           |
| ハリー     |                            | 肝付兼太           |
| シェルダン |                            | 大宮悌二           |
| おかみ     |                            | 千倉すみ子         |
| 秘書       |                            | 渡辺知子           |
| 刑事       |                            | 木谷省三           |
| 召使       |                            | 仲木隆司           |
|            |                            |                    |
| 演出       | 演出                       | 中野寛次           |
| 翻訳       | 翻訳                       | 上田公子           |
| 効果       | 効果                       | PAG                |
| 調整       | 調整                       | 内田誠             |
| 制作       | 制作                       | 大光通商           |
| 解説       |                            |                    |
| 初回放送   | 初回放送                   | 1964年11月16日製作 |